# Sonata K. 469

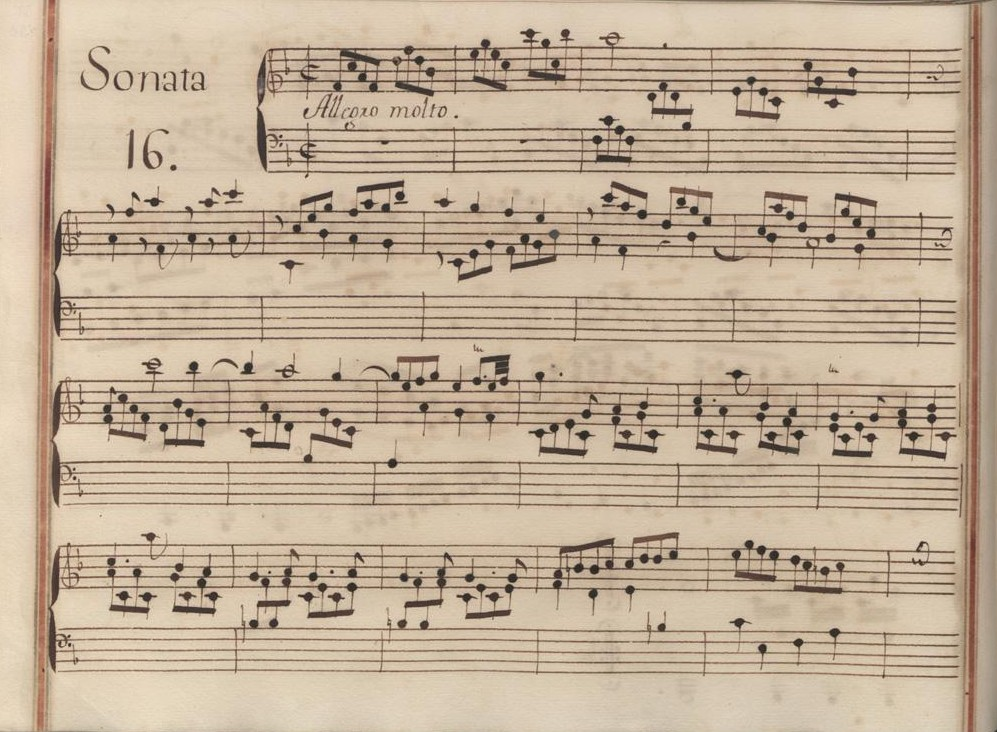
Partitura de la sonata K.469, Manuscrito de Venecia, volumen XI n.º16.

La Sonata K. 469 (L. 431) en fa mayor fue compuesta por Domenico Scarlatti alrededor de 1756, un año antes de su fallecimiento, mientras desempeñaba su cargo de maestro de clave de la reina española María Bárbara de Braganza. 
Es una breve sonata barroca, de alrededor de tres minutos de interpretación, compuesta al igual que el resto de las sonatas de Scarlatti para clavecín, bipartitas y en un solo movimiento.
La diferencia de número de catálogo se debe al diferente método de asignación (Alessandro Longo le asignó número en su catálogo según la fecha aproximada de su descubrimiento, Ralph Kirkpatrick se la adjudicó conforme a la fecha aproximada de composición). 
Esta sonata, como el resto de las 555 que compuso Scarlatti, estuvo inspirada en los sonidos que formaron parte de su estancia en Sevilla y Madrid desde 1729, al servicio de la reina. En las calles, mesones y ferias de la España del rey Fernando VI, pudo absorber los sonidos populares con sus bailes y música popular (zapateado, bulería, fandango, saeta, marcha de procesión, toque de corneta) incorporando resonancias portuguesas y napolitanas, país de origen del músico.